# SWEE:D
SWEE:D는 2010년부터 2011년까지 활동한 태국의 걸 그룹이다. 2010년 6월 데뷔하였으며, 2011년 2월 10일 공식적으로 해체하였다.
]